# Società Sportiva Arezzo

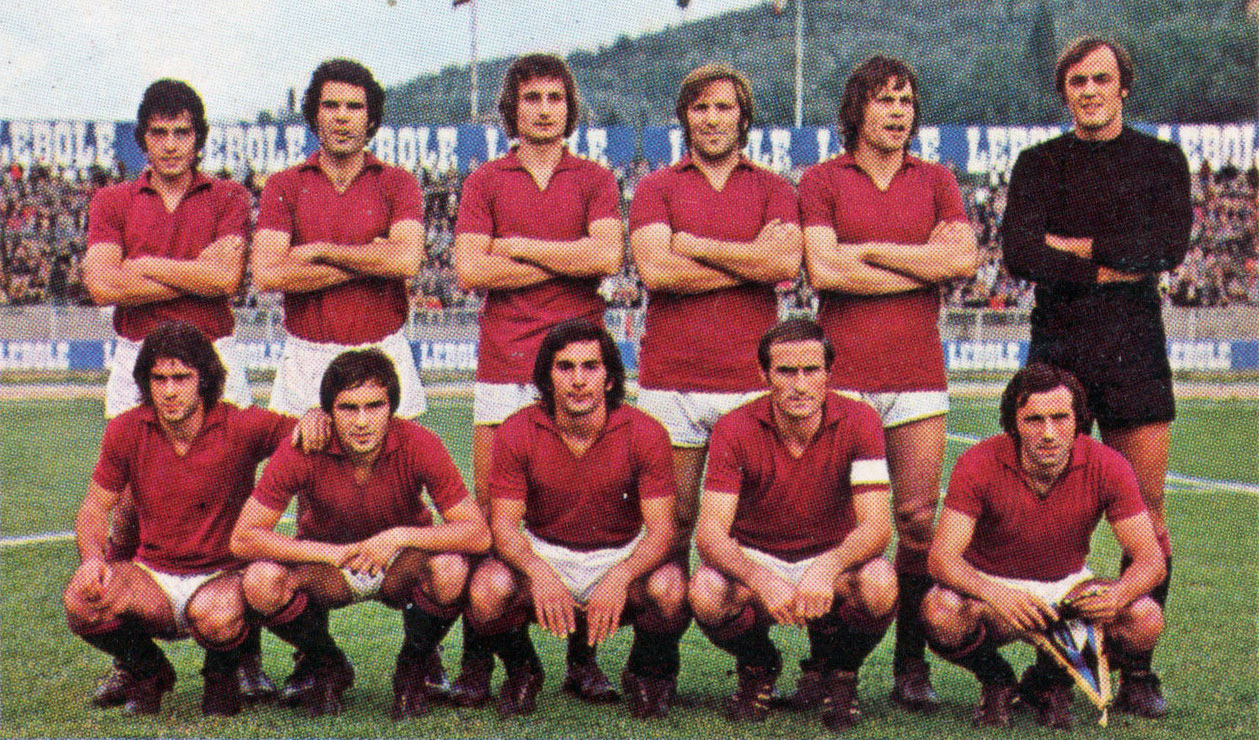
El Arezzo en la temporada 1973-74.

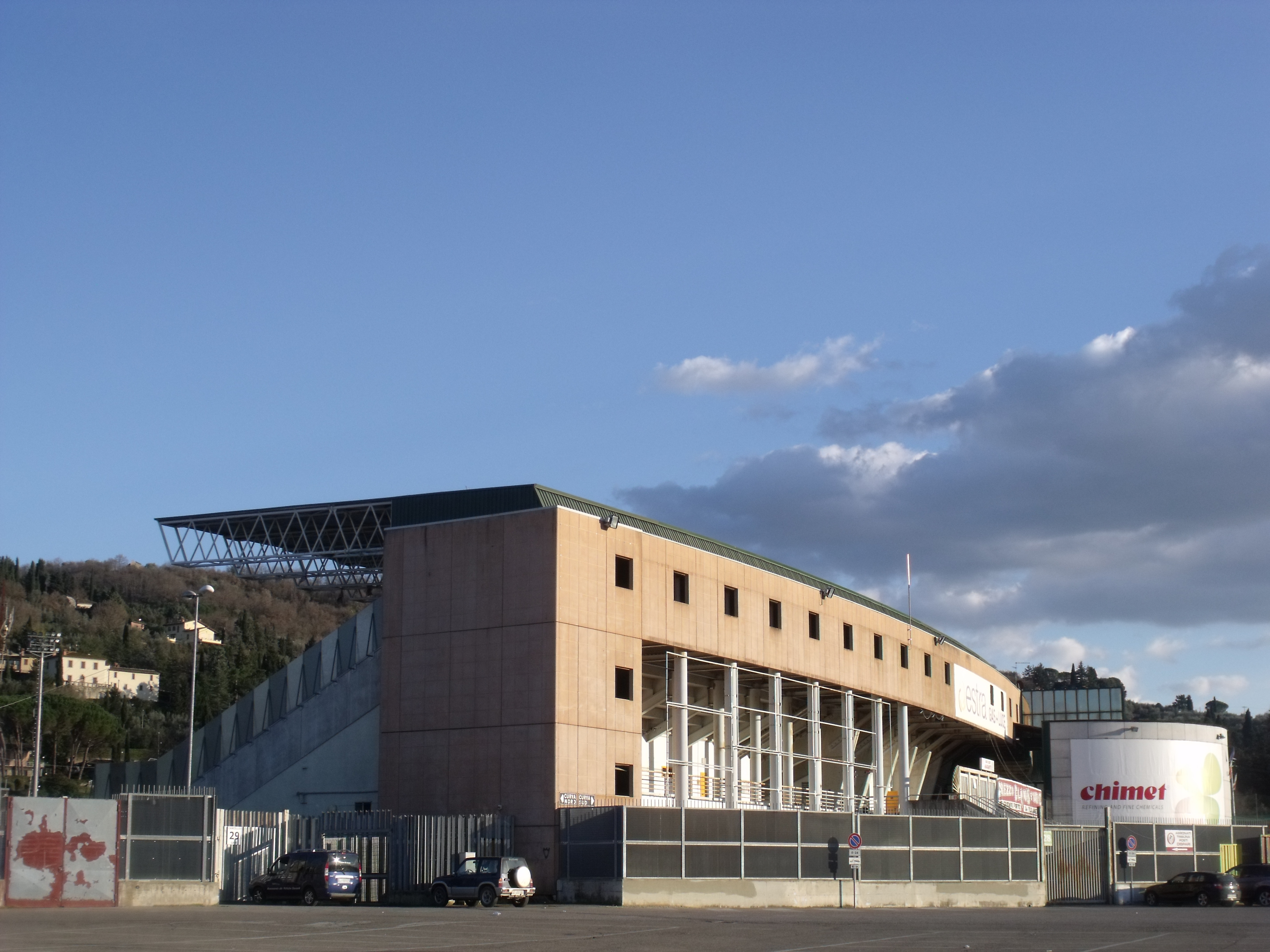
Estadio Città di Arezzo.

La Società Sportiva Arezzo es un club de fútbol de Italia, con sede en Arezzo, Toscana. Fue fundado en 1923 y refundado varias veces. Compite en la Serie C, tercera categoría del fútbol italiano.

## Palmarés

### Torneos interregionales
- Serie C (2): 1947-48 (Grupo N), 1965-66 (Grupo B)
- Copa Italia de la Serie C (1): 1980-81
- Supercopa de la Serie C (1): 2003-04[1]
- Serie C1 (2): 1981-82 (Grupo B), 2003-04 (Grupo A)
- Serie D (2): 1995-96 (Grupo E), 2022-23 (Grupo E)

### Torneos regionales
- Seconda Divisione Toscana (1): 1936-37
- Terza Divisione Toscana (1): 1927-28 (Grupo A)
- Quarta Divisione Toscana (1): 1925-26 (Grupo A)
- Promozione Toscana (1): 1955-56 (Grupo B)